# 巴特施万贝格
巴特施万贝格（德語：Bad Schwanberg，2020年3月之前名为施万贝格 (德語：Schwanberg)）是奥地利施泰尔马克州德意志兰茨贝格县的一个市镇。总面积12.04平方公里，总人口2166人，人口密度179.9人/平方公里（2001年）。